# Budowa Roku
Budowa Roku – doroczna nagroda i tytuł przyznawane w wyniku konkursu organizowanego przez Polski Związek Inżynierów i Techników Budownictwa wyróżniającym się obiektom i procesom budowlanym realizowanym w Polsce.
Nagroda została ustanowiona w 1989 roku. Według stanu na 2023 rok, odbyły się 33 edycje konkursu. Kryteriami przyznawania nagród są m.in. jakość prac budowlanych, zastosowane materiały i rozwiązania techniczne, prawne, funkcjonalność obiektu, organizacja pracy wraz z bhp, czas i aspekty finansowe realizacji, wpływ na środowisko. Obiektom mogą być przyznawane nagrody I, II lub III stopnia. W niektórych latach przyznawano także dyplomy uznania, wyróżnenia i nagrody specjalne. Budynki i budowle biorą udział w rywalizacji w wielu różnych, zmieniających się na przestrzeni lat kategoriach, w zależności od rodzaju obiektu. Udział w konkursie jest płatny.
W 2021 roku konkurs otrzymał nagrodę Głównego Inspektora Nadzoru Budowlanego.
Organizowane są także analogiczne lokalne konkursy przez poszczególne oddziały Polskiego Związku Inżynierów i Techników Budownictwa: Budowa Roku w Regionie Północno-Wschodnim, Budowa Roku Opolszczyzny, Dolnośląska Budowa Roku.